# 赫妮·波朗哥
赫妮·波朗哥（西班牙語：Jenny Polanco，1958年1月18日—2020年3月24日）是一位多米尼加共和国的设计师。她的职业生涯长达37年， 其最出色的作品是融入了多明尼加和加勒比风格的现成服装、首饰、编织手袋，在包括巴哈马、纽约、巴黎、波多黎各、迈阿密等地，加勒比地区、美国、欧洲等国家的时装秀上巡回演出。

## 生平
波朗哥在1958年1月18日出生于多米尼加共和国的圣多明哥，小时候喜欢为自己的芭比制作服装，大学时就开始设计自己的衣服了。她在圣多明哥的佩德罗·亨里克斯·乌雷尼亚国立大学（Universidad Nacional Pedro Henríquez Ureña in Santo Domingo）拿到了室内设计的大学文凭，接着到纽约的帕森设计学院继续学习图案设计、立体裁剪和其他缝纫技巧，为她将来的职业奠定了基础。同时，她也学习了包括书法和油画在内的创意艺术，但还是以服装设计为中心。
波朗哥2020年3月24日因COVID-19死于圣多明哥的医院，随后多米尼亚共和国卫生部部长Rafael Sánchez Cárdenas宣布其死亡，波朗哥享年62岁。她是多米尼加共和国第一个因疫情去世的公众人物，也是此国第六名因新冠病毒死亡的患者。